# Challenge Cup 2015/16 (Männer)
Die Volleyball-Saison 2015/16 des Challenge Cups der Männer wurde vom 24. Oktober 2015 bis zum 3. April 2016 ausgetragen. Sieger wurde Blu Volley Verona aus Italien in den Finalspielen gegen Fakel Nowy Urengoi aus Russland.